# Der Maulkorb
Der Maulkorb ist ein 1936 veröffentlichter komödiantischer Roman von Heinrich Spoerl.

## Handlung
Die Geschichte spielt zur Kaiserzeit in einer rheinischen Stadt. Der Landesherr soll eine Rede gehalten haben, über die jedoch nichts in der Zeitung zu finden ist. Bald mehren sich die Gerüchte über den Inhalt. So soll der Kaiser über die ewigen Nörgler gewettert und Goethe zitiert haben – welches Zitat genau ist jedoch nicht bekannt. Am Stammtisch, an dem auch der Staatsanwalt Treskow sitzt, empören sich die Bürger bei reichlichem Weinkonsum darüber. Am nächsten Morgen trägt das Denkmal des Landesherrn einen Maulkorb.
Dem verkaterten Staatsanwalt von Treskow wird der Fall übertragen; ermittelt wird wegen Majestätsbeleidigung. Bald findet sich in dem jungen Maler Rabanus ein Zeuge, der die Tat beobachtet hat. Gegenüber einem Beamten gibt er eine exakte Täterbeschreibung, die er jedoch gegenüber von Treskow ins Gegenteil verkehrt und vor dem er später gar keine Aussage mehr machen will. Denn niemand geringerer als der Staatsanwalt persönlich hatte sich in der Nacht volltrunken am Denkmal zu schaffen gemacht. Die Familie des Staatsanwalts hat diese Tatsache längst begriffen und die Spuren verwischt – und Rabanus sich in von Treskows Tochter Trude verliebt. Davon ahnt der Staatsanwalt nichts und sucht weiter nach dem Täter. Die Belohnung für sachdienliche Hinweise wird von 300 auf 3000 Mark erhöht und plötzlich melden sich die Tagelöhner Bätes und Wimm. Bätes sei der Täter und Wimm der Zeuge eben dafür – beide sind jedoch nur auf die Belohnung aus, die sie teilen wollen. 
Obwohl von Treskow inzwischen ahnt, dass er selbst der Täter sein könnte, legt er eine Gerichtsverhandlung fest, bei der sich vor allem der Angeklagte Bätes in Widersprüche verstrickt und die Tat aus Angst vor einer hohen Haftstrafe abstreitet. Als Rabanus wegen seiner merkwürdigen Zeugenaussage zu Beginn erneut befragt wird, konstruiert er einen möglichen Fall: Was wäre, wenn sich der Täter im Vollrausch nicht bewusst gewesen wäre, dass er das Denkmal des Landesvaters verunglimpft? Bätes nimmt diesen Hinweis auf und meint, er hätte das Denkmal für ein Standbild Goethes gehalten. Wegen groben Unfugs wird er daher nur zu einer geringen Geldstrafe verurteilt, die er mit seiner Untersuchungshaft bereits verbüßt hat. Rabanus kann nun endlich offen seine Liebe zu Trude bekennen. Am Ende stellt sich zudem heraus, dass sich der Landesvater über die Posse sehr amüsiert hat, da er die Rede, die die Bewohner so empörte, nie gehalten hat.

## Verfilmungen
Der Roman von Heinrich Spoerl wurde mehrfach verfilmt. In der Erstverfilmung aus dem Jahr 1938 übernahm Ralph Arthur Roberts die Hauptrolle des Staatsanwalts von Treskow. In Nebenrollen waren unter anderem Will Quadflieg als Rabanus und Paul Henckels und Ludwig Schmitz als Wimm und Bätes zu sehen. Regie führte Erich Engel. In der Neuverfilmung von Wolfgang Staudte aus dem Jahr 1958 hatte O. E. Hasse die Hauptrolle inne. Weitere Verfilmungen für das Fernsehen erschienen 1963 (Regie: Hans Quest), 1979 (Regie: Karl Wesseler) mit Willy Millowitsch und 1997 (Regie: Erich Neureuther).
Der Roman wurde auch als Theaterstück dramatisiert.

## Ausgaben
- Erstausgabe: Neff, Berlin 1936.
- In: Heinrich Spoerl’s Gesammelte Werke. R. Piper & Co., München 1963, S. 293–399.
- Taschenbuch: Deutscher Taschenbuch Verlag, München 1989, ISBN 3-423-00299-9.